# Powięź poprzeczna
Powięź poprzeczna (łac. fascia transversalis) – w anatomii człowieka zbudowana z tkanki łącznej włóknistej błoniasta osłonka pokrywająca tylną powierzchnię mięśnia poprzecznego brzucha i jego przedniego rozcięgna. Powięź ta przechodzi u góry w tkankę łączną podotrzewnową przepony, u dołu przyczepia się do więzadła pachwinowego, grzebienia kości biodrowej i łączy się z powięzią biodrową, z tyłu zaś przechodzi w powięź mięśnia czworobocznego lędźwi. Odnoga powięzi poprzecznej wchodzi do kanału pachwinowego w postaci wypuklenia, które sięga aż do moszny, obejmując powrózek nasienny i jądro jako powięź nasienna wewnętrzna. Wejście do opisanego wypuklenia powięzi poprzecznej stanowi pierścień pachwinowy głęboki. Ponieważ przebieg kanału jest – zgodnie przebiegiem przyśrodkowego odcinka więzadła pachwinowego – skośny w kierunku ku przodowi i ku stronie przyśrodkowej, po stronie bocznej pierścienia powięź przechodzi zupełnie gładko w ścianę kanału, po stronie przyśrodkowej zaś zagina się w fałd półksiężycowaty.
Powięź poprzeczna nie jest jednolitej grubości. Występują w niej silniejsze pasma włókien o przebiegu przeważnie podłużnym. Pasmo leżące przyśrodkowo, zwane sierpem pachwinowym (łac. falx inguinalis), zrasta się podstawą z gałęzią górną kości łonowej i biegnąc w kierunku ku górze łączy się przyśrodkowym brzegiem z pochewką mięśnia prostego brzucha. Drugie pasmo, które ma przebieg podobny do pierwszego i u dołu łączy się z więzadłem pachwinowym, znajduje się bardziej z boku, tak że boczna jego krawędź sąsiaduje już z fałdem półksiężycowatym powięzi poprzecznej. Bocznie zatem od niego znajduje się pierścień pachwinowy głęboki i tę okolicę nazywa się dołem pachwinowym bocznym (łac. fossa inguinalis lateralis), przyśrodkowo zaś znajduje się pole ograniczone krawędziami obu opisanych pasm, które nosi nazwę dołu pachwinowego przyśrodkowego (łac. fossa inguinalis medialis); dlatego samo pasmo położone między tymi dołami określa się jako więzadło międzydołkowe (łac. ligamentum interfoveolare), które wzmocnione bywa czasami włóknami odchodzącymi od mięśnia skośnego wewnętrznego i mięśnia poprzecznego brzucha (mięsień międzydołkowy – łac. musculus interfoveolaris).